# Hagen (cràter)
Hagen és un cràter d'impacte situat al costat ocult de la Lluna, al nord de la gran plana emmurallada del cràter Planck, i al sud-sud-oest del cràter Pauli.
|  |

Es tracta d'un cràter molt erosionat, amb la vora exterior desgastada i fracturada per diversos cràters superposats. Hagen J està unit al que queda del vostat en el seu sector sud-est, i Hagen S creua el seu contorn cap a l'oest. En el sòl interior s'hi situa Hagen C just al sud-est del seu punt mitjà. apareixen petits cràters al costat de la vora interior cap al sud i l'oest. L'interior del cràter apareix picat de veroles per petits cràters, però d'altra banda sense trets rellevants.

## Cràters satèl·lit
Per convenció, aquests elements s'identifiquen als mapes lunars col·locant la lletra al costat del punt central del cràter més pròxim de Hagen.
|       | \| Hagen \| Coordenadas \| Diámetro \| \| ----- \| -------------------------------------- \| -------- \| \| C \| 48° 00′ S, 135° 30′ E / 48.0°S,135.5°E \| 22 km \| \| J \| 49° 00′ S, 137° 12′ E / 49.0°S,137.2°E \| 47 km \| \| P \| 52° 06′ S, 133° 42′ E / 52.1°S,133.7°E \| 26 km \| \| Q \| 50° 00′ S, 132° 42′ E / 50.0°S,132.7°E \| 20 km \| \| S \| 48° 18′ S, 133° 12′ E / 48.3°S,133.2°E \| 23 km \| \| V \| 47° 06′ S, 132° 12′ E / 47.1°S,132.2°E \| 12 km \| |          |
| Hagen | Coordenadas | Diámetro |
| C     | 48° 00′ S, 135° 30′ E / 48.0°S,135.5°E | 22 km    |
| J     | 49° 00′ S, 137° 12′ E / 49.0°S,137.2°E | 47 km    |
| P     | 52° 06′ S, 133° 42′ E / 52.1°S,133.7°E | 26 km    |
| Q     | 50° 00′ S, 132° 42′ E / 50.0°S,132.7°E | 20 km    |
| S     | 48° 18′ S, 133° 12′ E / 48.3°S,133.2°E | 23 km    |
| V     | 47° 06′ S, 132° 12′ E / 47.1°S,132.2°E | 12 km    |